# باشگاه فوتبال ترانمره راورز
باشگاه فوتبال ترانمره راورز (به انگلیسی: Tranmere Rovers Football Club) یک باشگاه فوتبال در شهر برکن‌هد ،ناحیه مرزیساید کشور انگلستان است که در سال ۱۸۸۴ میلادی تأسیس شده‌است.